# Agrias semiphryne
Agrias semiphryne är en fjärilsart som beskrevs av Rebillard 1961. Agrias semiphryne ingår i släktet Agrias och familjen praktfjärilar. Inga underarter finns listade i Catalogue of Life.